# Am Kreis
Der Rundling ist der ursprüngliche Dorfkern des Ursprungsstadtteils Alt-Radebeul der sächsischen Stadt Radebeul, heute die Straße Am Kreis. Er ist aus einem westslawischen Rundlingsdorf mit ursprünglich acht, später zwölf Bauernhöfen hervorgegangen. Das hufeisenförmige Sackdorf liegt wie abgeschnitten nur oberhalb der Absenkungskante zu den Seewiesen, die Teil eines alten Elbarms sind. In der Mitte des Platzes, dessen Straßenraum als Umfahrung ausgebildet ist, liegt auf der Angerfläche eine erhabene Bauminsel mit einem großen Solitärbaum (Sommer-Linde). Auf dieser Grüninsel steht ein Gedenkstein mit einer Hochwassermarke zum Elbhochwasser 2002.

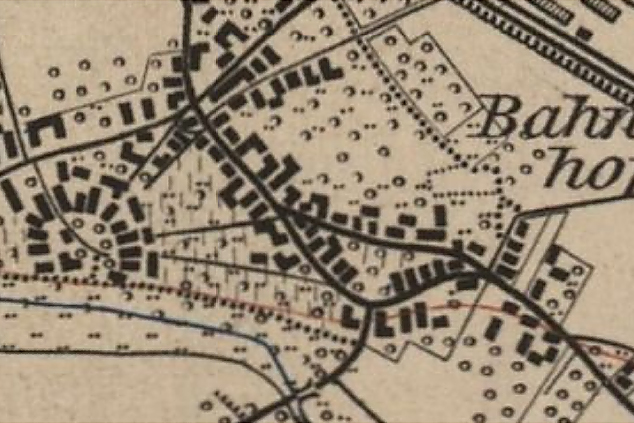
Dorfkern von Radebeul (li.), Ausschnitt aus sächsischer Äquidistantenkarte von 1893. Rechts oben der Bahnhof Radebeul-Ost

Etwa 200 Meter weiter westlich liegt an der Serkowitzer Straße der Brunnenplatz, auf dem sich ursprünglich der öffentliche Dorfbrunnen befand.
Ausgehend von der Elbfurt bei Altserkowitz verlief im Mittelalter der Rennsteig als hochwasserfreie Umgehung der sumpfigen Elbniederung am nördlichen Rand der Seewiesen entlang zur Ansiedlung Alt-Radebeul und von dort durch die Junge Heide nach Klotzsche, von wo er ab dem Schenkhübel deckungsgleich mit der Salzstraße bis nach Bühlau ging.

## Bebauung
Die kleine Zugangsstraße zum Rundling selbst geht im Norden von der Serkowitzer Straße ab. Am Rundling fangen die Hausnummern auf der nordöstlichen Seite mit der Nr. 1 an und laufen im Uhrzeigersinn herum bis zur Nr. 14 auf der nordwestlichen Seite des Zugangs, der um 1900 den Namen Barthstraße hatte. Zu DDR-Zeiten stand der gesamte Rundling Alt-Radebeul unter Ensembleschutz. Die beiden folgenden der Am Kreis liegenden Anwesen stehen heute noch als Kulturdenkmale weiterhin unter Denkmalschutz.

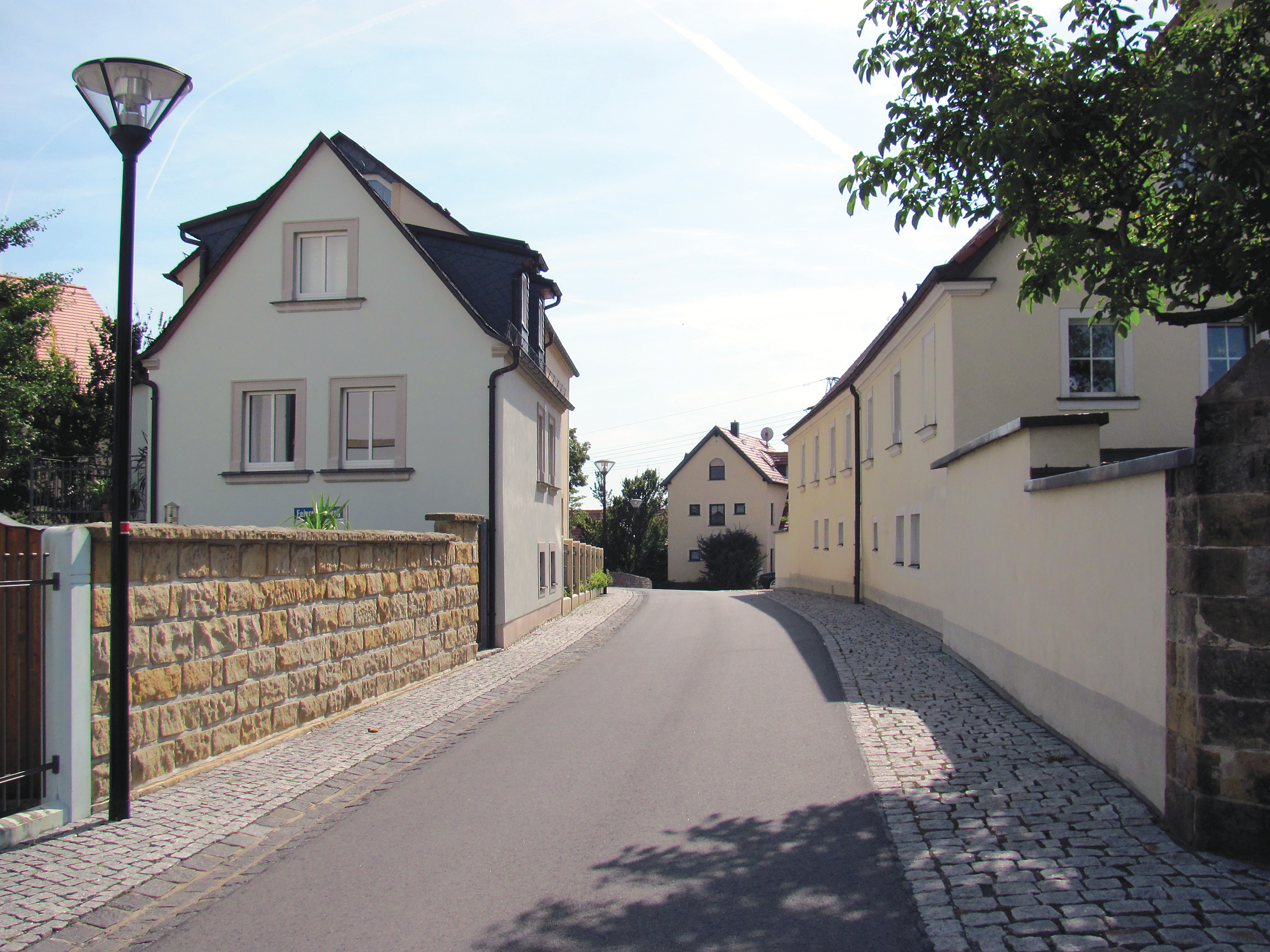
Am Kreis: Zufahrt
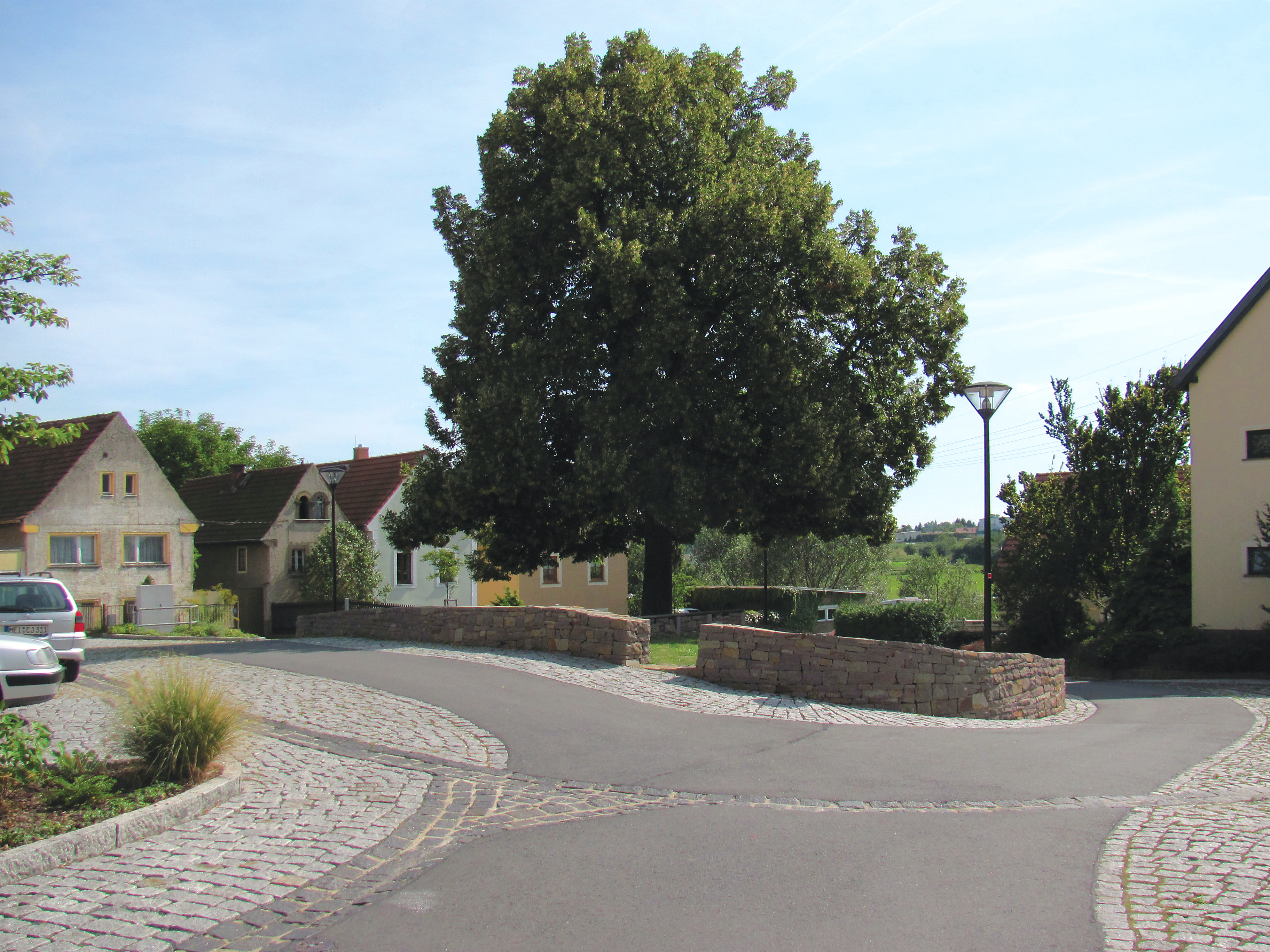
Am Kreis, von der Zufahrt her
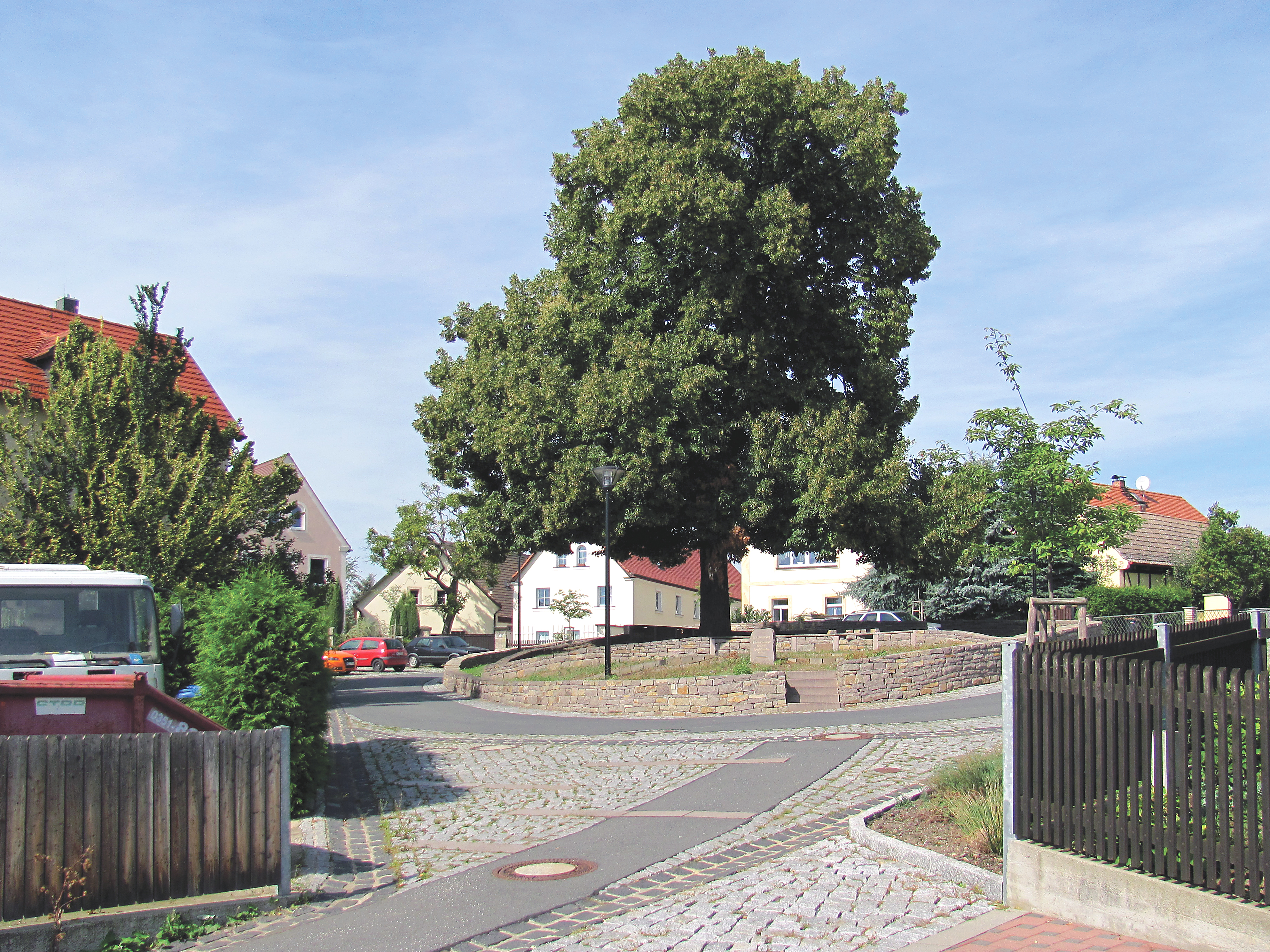
Am Kreis, vom Seewiesenausgang her
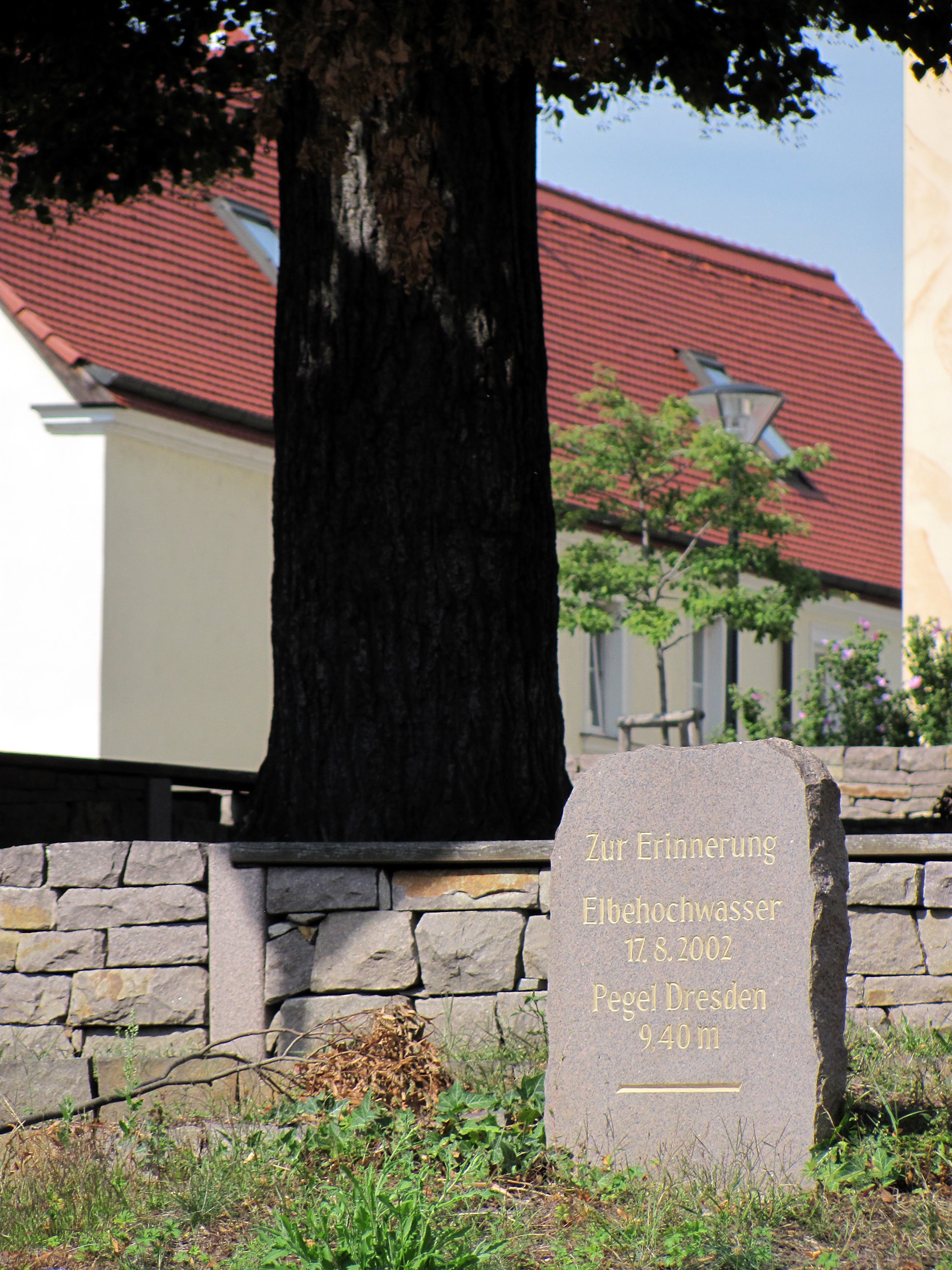
Am Kreis: Hochwassermarkierung unter der Linde

### Am Kreis 2
Das kleine, zweigeschossige Wohnstallhaus mit Satteldach ist Teil eines schmalen Zweiseithofs. Es steht giebelständig zur Straße, der verputzte Giebel zeigt im Dach ein rundbogiges Koppelfenster. Das Obergeschoss an den Traufseiten zeigt Fachwerk. Im rechtsseitigen Dachüberstand zum Hof findet sich in einer Konsole die Datierung 1897 vom Umbau des Giebels.

### Am Kreis 14
Das zweigeschossige, verputzte Wohnstallhaus eines stattlichen Gehöfts mit Nebengebäuden steht mit seiner rechten Traufseite direkt an der Zufahrtsstraße zum Rundling. Das etwa Mitte des 19. Jahrhunderts errichtete Gebäude mit Satteldach weist eine „seltene“ Kumthalle auf.
Auf der linken Seite des Hofs stehen hintereinander zwei Nebengebäude. Der Stall mit einer auf vier Säulen stehenden Wölbung wurde 1863 durch den Baumeister Moritz Ziller errichtet. An die große Scheune bauten die Gebrüder Ziller 1895/1896 einen Stall mit Kappengewölbe an.
Die Hofeinfahrt aus zwei Pfeilern mit Tor weist direkt zum Rundling, daneben befindet sich vor dem Wohnstallhaus ein kleiner Vorgarten mit einem Lattenzaun als Einfriedung.

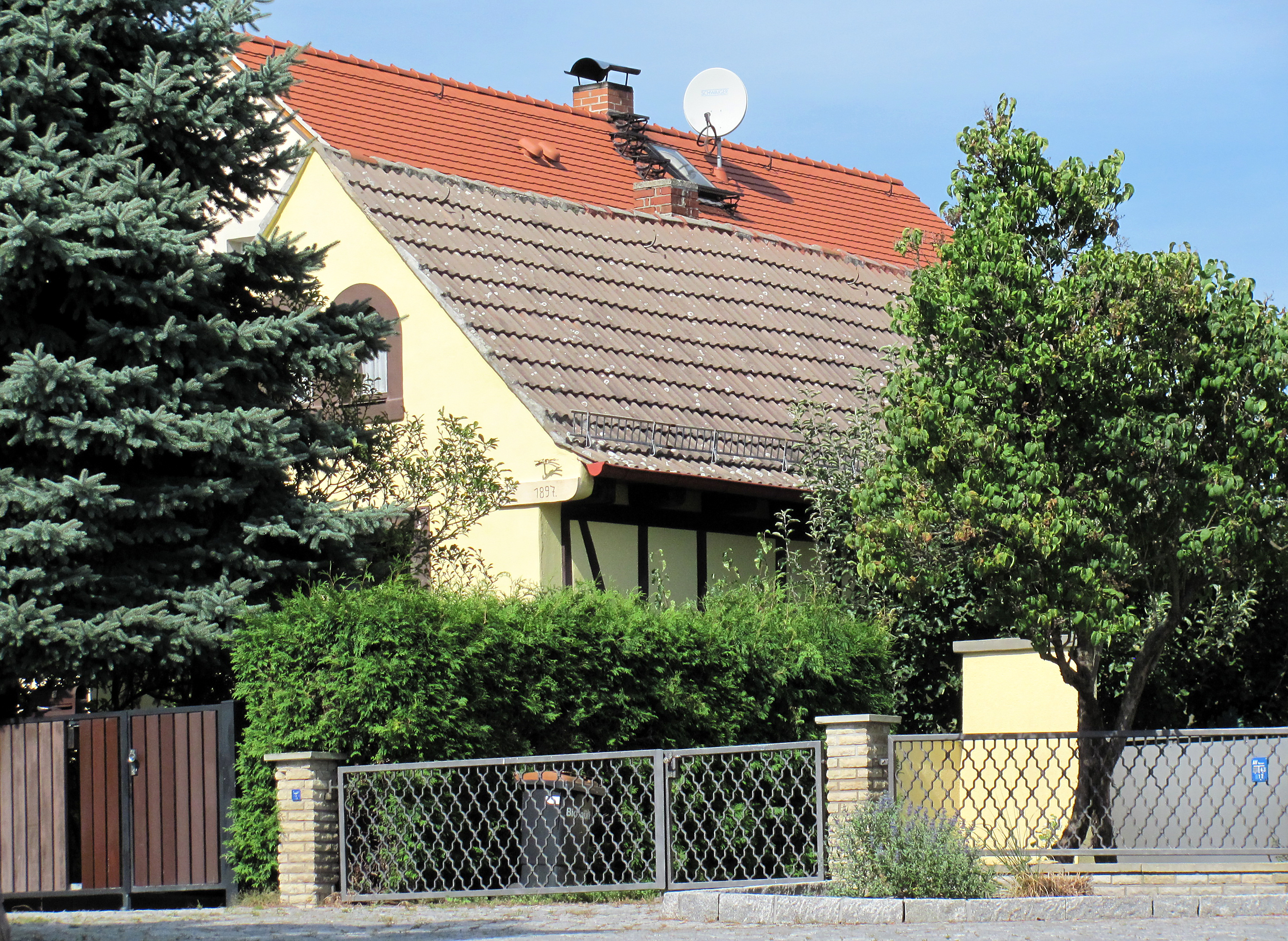
Wohnstallhaus Am Kreis 2
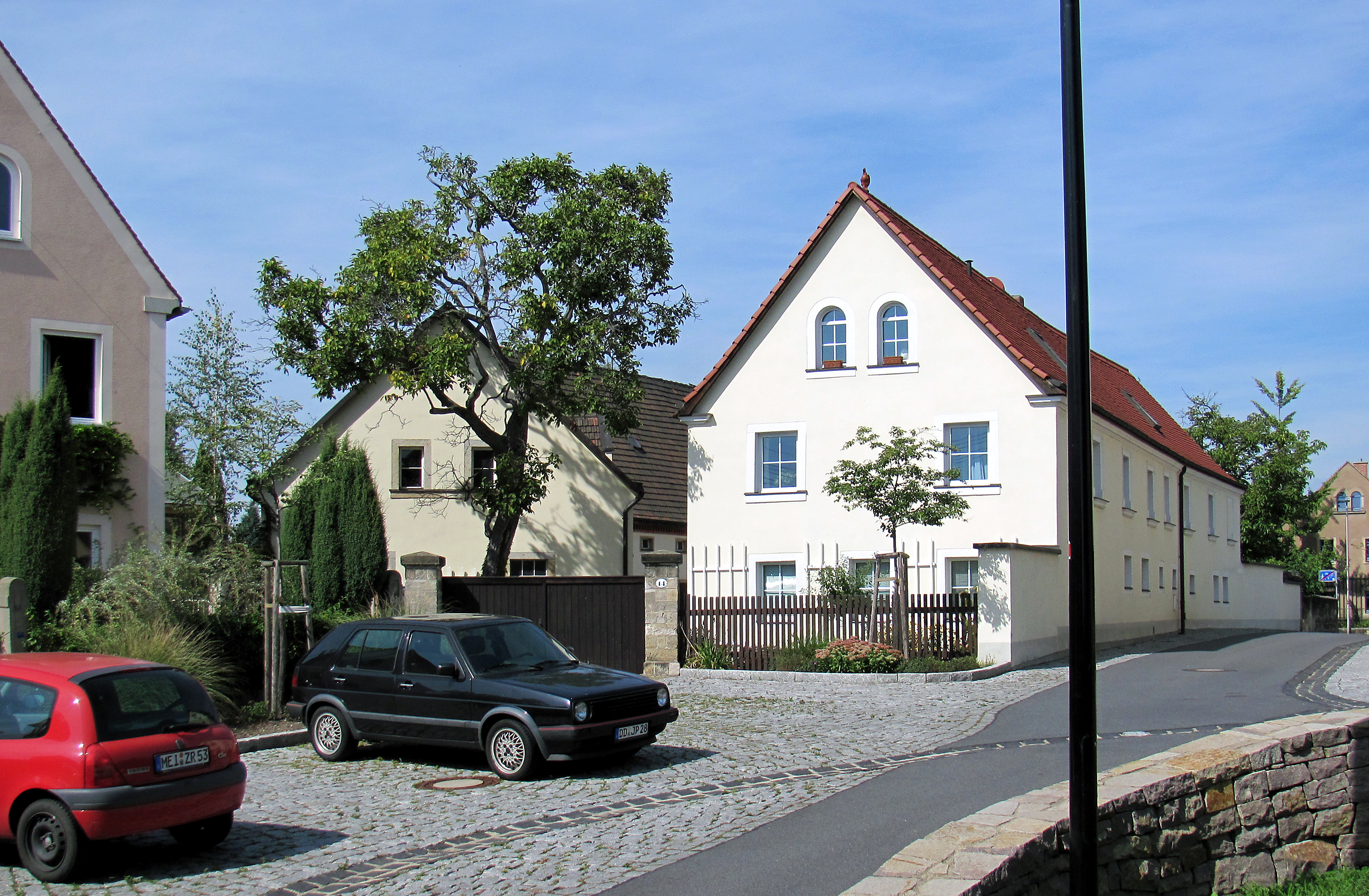
Gehöft Am Kreis 14
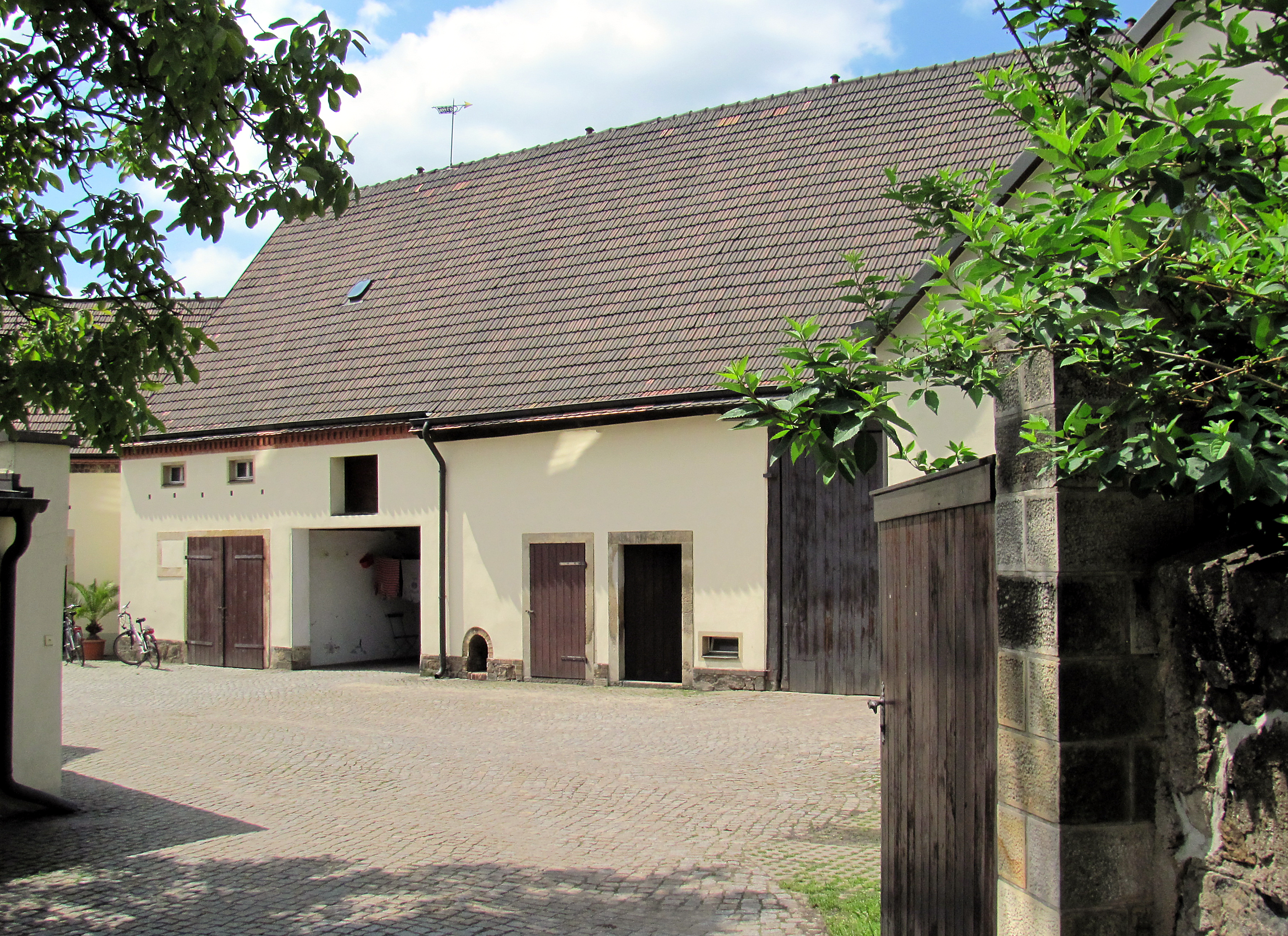
Gehöft Am Kreis 14, Nebengebäude
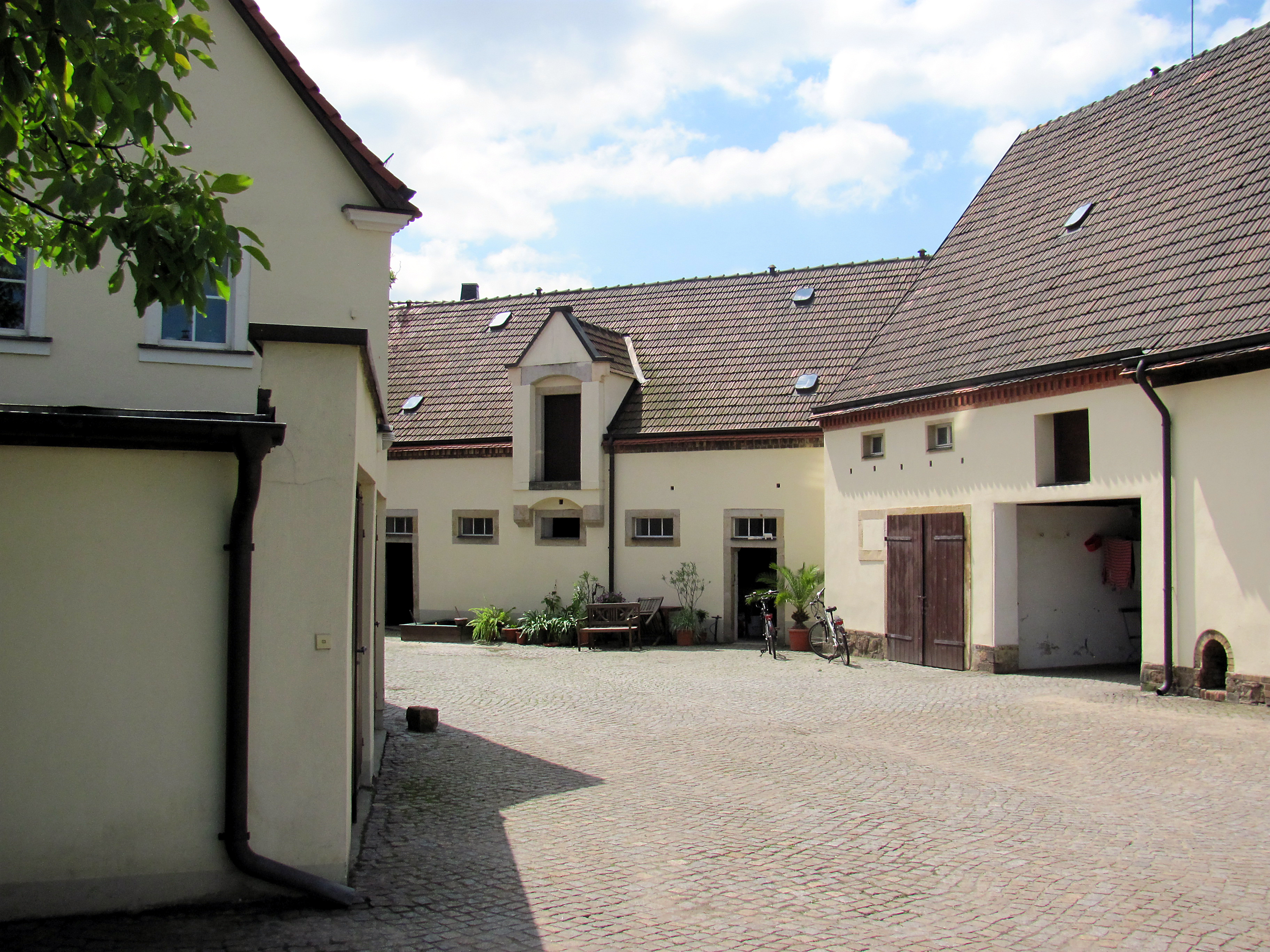
Gehöft Am Kreis 14, weiteres Nebengebäude

## Bewohner
Am Kreis 1 beziehungsweise das Bauerngut Nr. 16 nach dem Brandkataster war über Jahrhunderte Wohnsitz der Familie Barth, die damit zu den sogenannten Zwölf Aposteln gehörte. Eines der bekannteren Mitglieder dieser Familie war Carl Gottlieb Barth, der neben seiner Funktion als Bauerngutsbesitzer auch Gemeindevorstand, Ortsrichter und von 1869 bis 1879 Landtagsabgeordneter in der II. Kammer des Sächsischen Landtags war.